# Buchladen Eisenherz

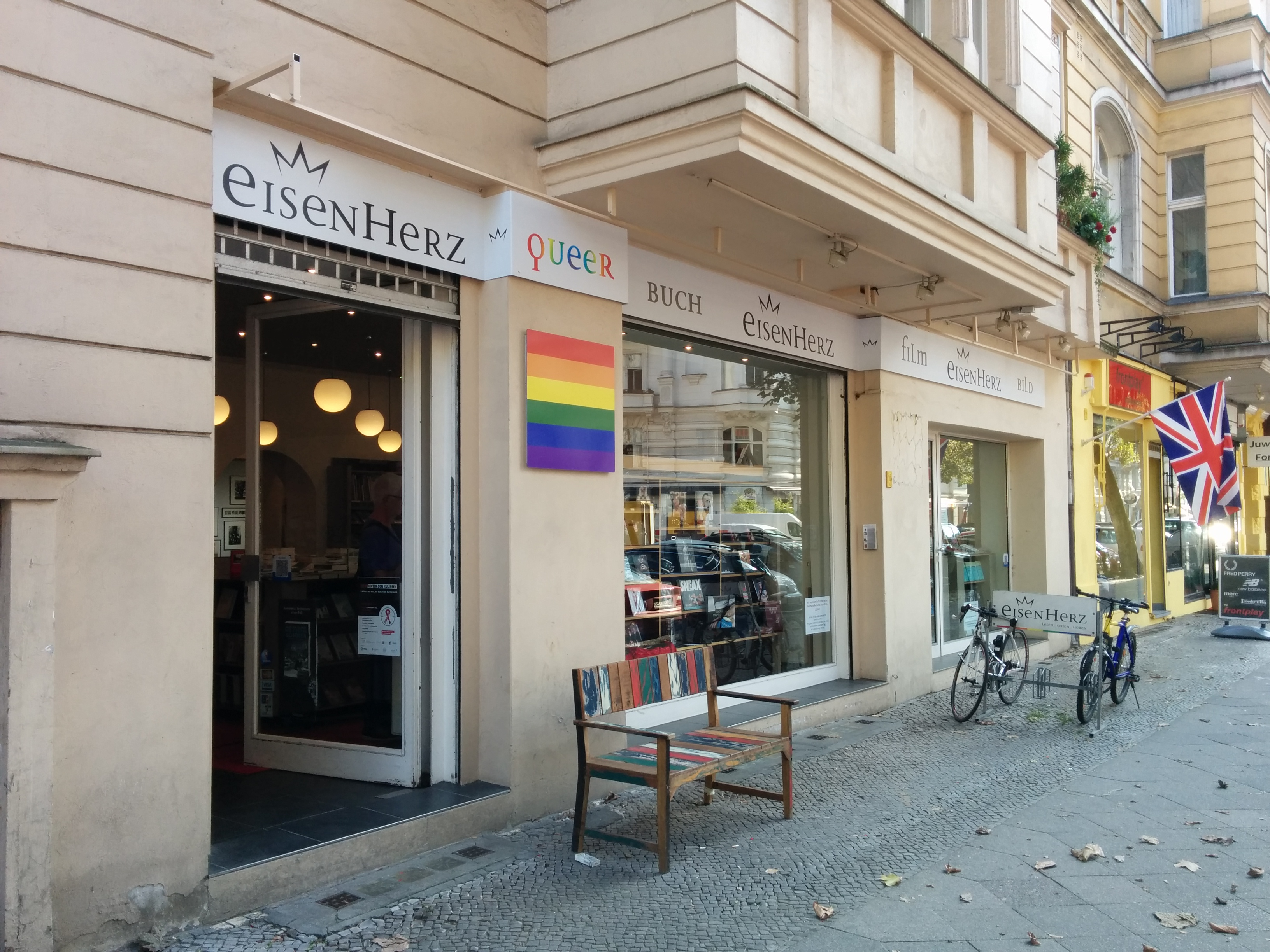
Der Buchladen Eisenherz in der Motzstraße, 2014

Der Buchladen Eisenherz wurde im November 1978 in Berlin als erster schwuler Buchladen Deutschlands gegründet. Die Gründer waren in der West-Berliner Schwulenbewegung verankert, aus deren Mitte heraus Mitte bis Ende der 1970er Jahre verschiedene Angebote und Orte für Schwule entstanden.
Der Buchladen war anfangs nicht nur eine Buchhandlung, sondern auch ein Treffpunkt für die Aktivisten und Macher der schwulen Bürgerrechtsbewegung. Er war die Keimzelle für viele Ideen zu zahlreichen Projekten (wie das  schwullesbische Stadtmagazin Siegessäule, der queere Filmpreis Teddy Award oder die schwule Beratungsstelle Mann-O-Meter), die die Emanzipation der Homosexuellen in Deutschland in einem hohen Maß förderten.

## Geschichte
Gegründet wurde der Laden unter dem Namen „Prinz Eisenherz“ von einem Kollektiv aus Peter Hedenström, Lothar Lang, Michael Keim und Christian von Maltzahn (dessen Partner Bruno Gmünder ein Jahr später dazustieß). Eigentlich sollte der Buchladen politisch korrekt „Magnus-Hirschfeld-Buchladen“ oder „Klaus-Mann-Buchladen“ heißen, allerdings entschied man sich in der Nacht, bevor der Gesellschaftsvertrag beim Notar abgeschlossen und die GmbH zur Eintragung in das Handelsregister angemeldet wurde, für den Namen Prinz Eisenherz. Offiziell eröffnet wurde der Laden am 12. November 1978 in der Bülowstraße 17 in Berlin-Schöneberg. Die Mitarbeiter des Ladens, darunter auch Stefan M. Weber, hatten den Anspruch, breitflächig jede Literatur anzubieten, die das Thema Homosexualität berührte oder von homosexuellen Autoren verfasst wurde. Doch der Laden diente nicht nur als Buchhandlung, sondern auch als Anlaufstelle für politische Aktivisten und homosexuelle Künstler und Schriftsteller wie Christoph Geiser, Ronald M. Schernikau oder Felix Rexhausen.

1978 öffnete (Prinz) Eisenherz in der Bülowstraße.

Mitte der 1980er Jahre bezog die Buchhandlung neue Räumlichkeiten in der Bleibtreustraße 52 nahe dem Savignyplatz, der damals als das buchhändlerische Zentrum von Berlin galt. Bisweilen konnte man in diesen neuen Räumen bis zu 20.000 Titel unterbringen. Aufgrund dieses breiten Sortimentes festigte sich schnell der Ruf des Buchladens als am besten sortierte homosexuelle Buchhandlung weltweit. Das Selbstbewusstsein der Schwulen, aber auch die Akzeptanz der Schwulen in der Gesellschaft, wuchs. Der Laden, ursprünglich identitätsstiftend, wurde zu einer festen Institution der Berliner Szene.

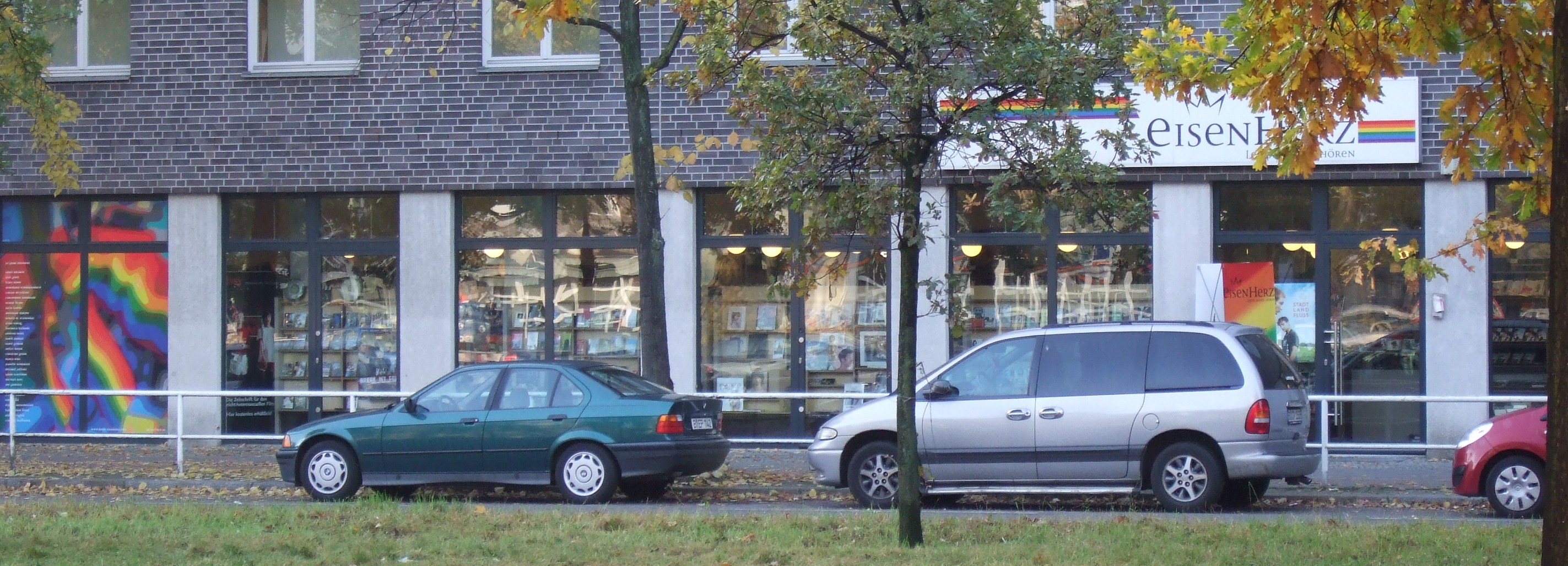
Der Buchladen Eisenherz in der Lietzenburger Straße, 2011

Nach der Maueröffnung änderten sich die Strukturen und Wege in Berlin, aber auch die Konkurrenzlage wurde unter anderem durch den aufstrebenden Internethandel schwieriger, was dazu führte, dass die Geschäftslage in Charlottenburg nicht mehr optimal war. Deshalb entschied man sich, im April 2004 in die Lietzenburger Straße 9a in Schöneberg umzuziehen. Dort existierte seitdem auf über 200 Quadratmetern ein breit gefächertes Sortiment aus deutscher und fremdsprachiger Belletristik, Sachbüchern, Ratgebern, Foto- und Kunstbildbänden, Zeitschriften und DVDs. Außerdem dienten die neuen Räumlichkeiten als Ausstellungsfläche für queere Künstler. Da auch das lesbische und transsexuelle Sortiment immer mehr anwuchs, entschied man sich zudem, den Laden nicht mehr Prinz Eisenherz, sondern einfach nur Eisenherz zu nennen. Im November 2013 zog der Laden in die Motzstraße 23 um.